# Берни, Джеймс
Джеймс Берни (англ. James Burney; 1750—1821) — адмирал английского флота, историк, член Лондонского королевского общества, известен своими работами по истории морских открытий.

## Биография
Джеймс Берни родился 13 июня 1750 года в городе Лондоне.
В чине лейтенанта Берни участвовал в последних путешествиях знаменитого английского мореплавателя Джеймса Кука на кораблях «Resolution» и «Adventure» в 1772—74 гг., «Resolution» и «Discovery» — в 1776—79 гг. 
В 1781 году он был назначен командовать кораблем «Bristol».
Выйдя в отставку, Берни посвятил себя исключительно литературной деятельности, издав ряд историко-географических трудов, среди которых были: «Хронологическая история открытий в Южном Океане», «История американских флибустьеров», «Хронологическая история открытий в европейской части Ледовитого океана и о первых тамошних русских мореплавателях».
Джеймс Берни умер 17 ноября 1821 года в родном городе.